# Tvrdika
Tvrdika (lat. Sclerochloa), rod jednogodišnjeg bilja iz porodice travovki raširen po Europi i  dijelovima Azije i Afrike
Postoje tri vrste od kojih je tipična najrasprostranjenija vrsta S. dura, i jedina zastupljedna i u Europi i u Aziji, a uvezena je i u Ameriku. U Hrvatskoj se naziva jednogodišnja tvrdika

## Vrste
1. Sclerochloa dura (L.) P.Beauv.
2. Sclerochloa kengiana (Ohwi) Tzvelev, kineski endem
3. Sclerochloa woronowii (Hack.) Tzvelev

## Sinonimi
- Crassipes Swallen; Amer. J. Bot. 18: 684 (1931)